# Rio Ave FC
Rio Ave Futebol Clube, cunoscut și sub numele de Rio Ave, este un club de fotbal profesionist cu sediul în Vila do Conde, nordul Portugaliei, care concurează în Primeira Liga. Clubul poartă numele râului Ave, care curge prin oraș și se varsă în Oceanul Atlantic.
Fondat în 1939, joacă meciurile de acasă pe Estádio do Rio Ave, cunoscut și sub numele de Estádio dos Arcos. Construit în 1985, actualul stadion găzduiește aproximativ 12.815 de locuri.
Echipamentul de acasă al echipei este alcătuit din tricouri cu dungi verzi și albe, cu pantaloni scurți și șosete albe, în timp ce echipamentul de deplasare constă dintr-o cămașă cu dungi roșii și albe și pantaloni scurți albi cu șosete galbene.  Internaționalii portughezi Alfredo, Paulinho Santos, Quim, Rui Jorge și Fábio Coentrão și-au început cariera la acest club. Portarii Jan Oblak și Ederson sunt niște nume celebre care au jucat pentru această echipă.
Locul 5 a fost cea mai bună clasare a celor de la Vilacondenses în ligă în sezoanele 1981–82, 2017–18 și 2019–20. Au ajuns la finala Taça de Portugal din 1984, unde au pierdut cu FC Porto cu 4–1 și în finala Taça de Portugal din 2014, unde au pierdut cu Benfica cu 1–0. Cu acest rezultat, Rio Ave s-a calificat în UEFA Europa League 2014–15, prima lor participare într-o competiție europeană majoră.

## Istorie
Rio Ave a fost fondată în 1939, fiind în curând poreclit Rio Grande (Râul Mare). Echipa a avut două dintre cele mai bune momente în anii 1980, sub conducerea lui Félix Mourinho, tatăl lui José Mourinho: în 1981–82, clubul a terminat pe locul cinci, cel mai bun comun, iar doi ani mai târziu a ajuns în finala Taça de Portugal, pierzând cu Porto 4–1.
În sezonul 2013-2014, clubul a ajuns în ambele finale de cupă sub conducerea lui Nuno Espírito Santo, dar a pierdut în ambele meciuri în fața triplei câștigătoare Benfica. Acest lucru i-a calificat în prima lor campanie europeană, UEFA Europa League 2014–15. Noul antrenor Pedro Martins care le-a condus și pe cele două echipe suedeze IFK Göteborg și IF Elfsborg pentru a ajunge în faza grupelor, unde au ajuns ultimii.
Sub conducerea lui Miguel Cardoso, Rio Ave a ajuns pe locul cinci în sezonul 2017–18, egalând cel mai bun rezultat al lor. Doi ani mai târziu, cu Carlos Carvalhal la conducere și cu iranianul Mehdi Taremi, golgheterul campionatului, clubul a egalat această poziție cu un nou record de 55 de puncte. În octombrie 2020, echipa a ajuns în playoff-ul Europa League, dar a pierdut pe teren propriu cu AC Milan, după ce au egalat scorul din penalty în ultimul minut al prelungirilor și apoi a pierdut cu 9–8 la penalty-uri. Sezonul, sub comanda lui Cardoso, s-a încheiat cu retrogradare după înfrângerea cu 5-0 în fața echipei FC Arouca în playoff.

## Europa
- UEFA Europa League
  -  Faza Grupelor (1) : 2015